# Visits Paris, vol. 1
Visits Paris, vol 1 är ett musikalbum av den amerikanske gitarristen Jimmy Raney och spelades i Paris den 6 februari, 1954. Skivan gavs även ut i en Vol. 2.

## Låtlista
1. "Body and Soul" (Musik: Johnny Green – text: Edward Heyman, Robert Sour, Frank Eyton) – 3:38
2. "Once in a While" (Musik: Michael Edwards – text: Bud Green) – 4:32
3. "Pennies from Heaven" (Musik: Arthur Johnston – text: Johnny Burke) – 3:17
4. "Stella by Starlight" (Musik: Victor Young – text: Ned Washington) – 4:31
5. "There Will Never be Another You" (Musik: Harry Warren – text: Mack Gordon) – 4:28
6. "Yesterdays" (Musik: Jerome Kern – text: Otto Harbach) – 3:01
7. "You Go to My Head" (Musik: J. Fred Coots – text: Haven Gillespie) – 6:54
8. "Body and Soul" – 3:37
9. "Stella by Starlight" – 4:57
10. "Stella by Starlight" – 4:03
11. "There Will Never be Another You" – 4:44
12. "Yesterdays" – 2:47

Låtarna 8-12 är bonusspår på den återutgivna utgåvan på CD.

## Jimmy Raney Quartet
- Jimmy Raney — gitarr
- Sonny Clark — piano
- Red Mitchell — bas
- Bobby White — trummor